# Sammetsgeting
Sammetsgeting (Vespa velutina) är en getingart som beskrevs av Amédée Louis Michel Lepeletier 1836. Vespa velutina ingår i släktet bålgetingar, och familjen getingar.

## Underarter
Arten delas in i följande underarter:
- V. v. ardens
- V. v. celebensis
- V. v. divergens
- V. v. flavitarsus
- V. v. floresiana
- V. v. karnyi
- V. v. mediozonalis
- V. v. nigrithorax
- V. v. sumbana
- V. v. timorensis
- V. v. variana

## Beskrivning
En stor bålgeting, nästan lika stor som den vanliga bålgetingen; drottningen kan bli 30 mm lång, hanen 24 mm och arbetarna 20 mm. Kroppen är övervägande mörkbrun till svart, med gula fötter och orange hjässa. Tergiterna har vardera ett smalt, gult band i bakkanten, med undantag av tergit 4, som är övervägande gul till orangegul. De olika underarterna kan dock skilja sig åt med avseende på utseendet.

## Ekologi
När det gäller föda är arten en generalist, som kan ta många leddjur som bland annat flugor, andra getingar, hopprätvingar, fjärilar, spindlar och även färskt kött från ryggradsdjur. Den föredrar emellertid honungsbin. Bytet är främst avsett för larverna, som matas med det söndertuggade bytet. De vuxna djuren äter visserligen en del av det infångade bytet, men lever främst på mogna frukter och blommor.
Arten bygger vanligen sitt bo högt uppe i träd, men större, luftiga byggnader kan också användas. I undantagsfall placeras boet under markytan. Den introducerade, franska subpopulationen använder gärna ekar, popplar och akaciaträd. Boet är ovalt, omkring 40 till 70 cm i diameter och mellan 60 och 90 cm högt. Till skillnad från de flesta bålgetingar sitter inte öppningen i bottnen utan på sidan, ungefär halvvägs upp. Ett bo kan innehålla upp till 17 000 celler och mer än 1 000 individer. Arten är ettårig; den övervintrade honan börjar bygga boet tidigt på våren, och det utvecklas fram till slutet av hösten, då arbetarna och hanarna dör. Endast de befruktade honorna övervintrar i barkspringor och dylikt.

## Utbredning
Sammetsgetingen förekommer naturligt i Asien från Afghanistan via Indien och Pakistan till östra Kina och Indonesien. Underarten Vespa velutina nigrithorax har oavsiktligt introducerats till Sydkorea (2003) och Frankrike (2005). Från det senare landet har den spritt sig till Spanien, liksom till Schweiz och Tyskland. År 2025 hittades arten i Danmark.

## Ekologisk och ekonomisk betydelse
I Frankrike, dit sammetsgetingen misstänks har kommit med en sändning lergods från Kina, har arten snabbt spritt sig och betraktas som ett allvarligt hot mot binäringen. Det östasiatiska honungsbiet har för vana att forma en boll kring invaderande Vespa velutina-individer och värma ihjäl dem, men det europeiska honungsbiet har inte lärt sig den försvarsmetoden. Det finns även farhågor om att arten kommer att etablera sig i Storbritannien, och svenska Jordbruksverket utesluter inte att den kan bli ett hot även för södra Sverige, både mot honungsbin genom predation, och vanlig bålgeting genom födokonkurrens.

## Bildgalleri

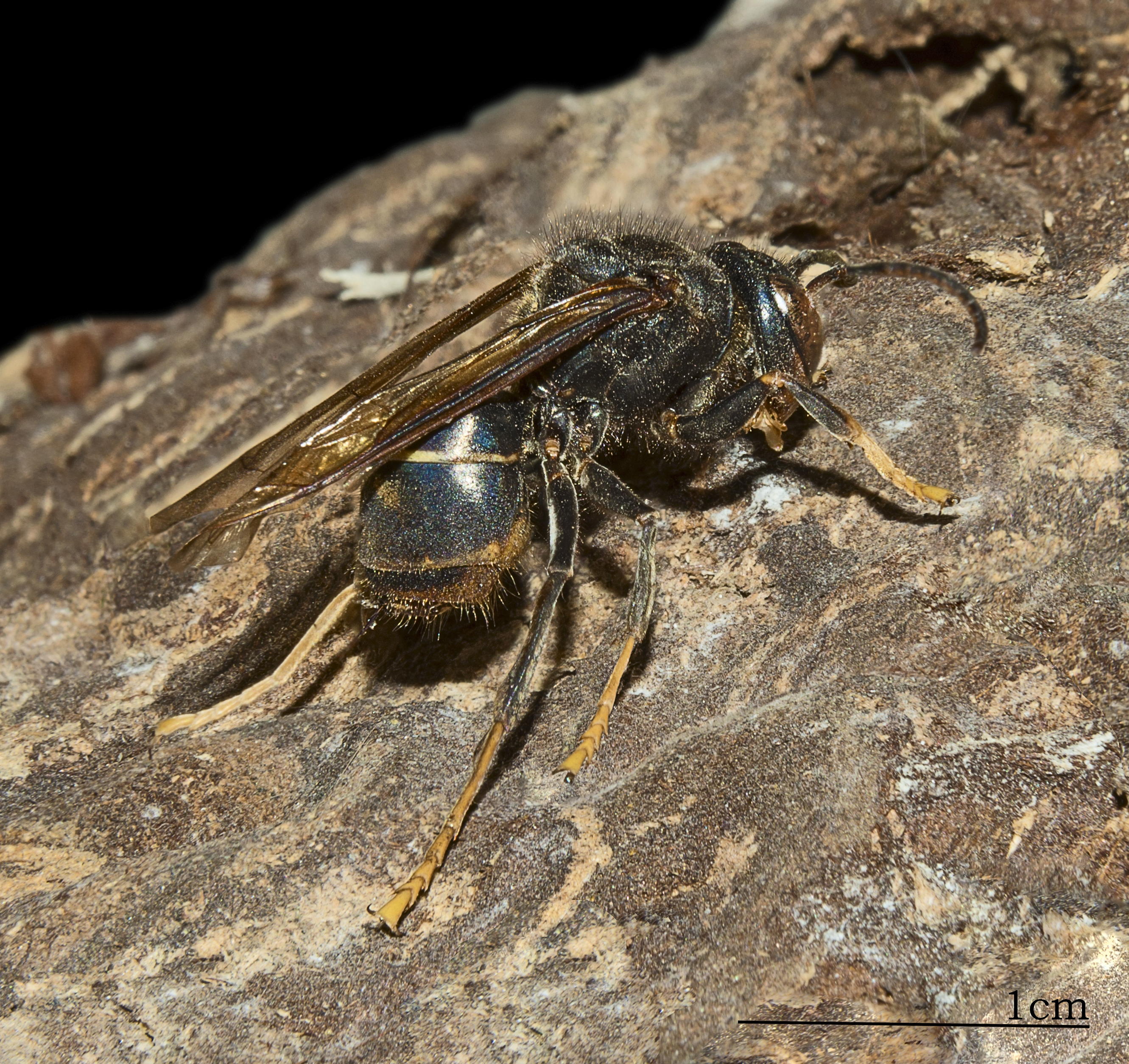
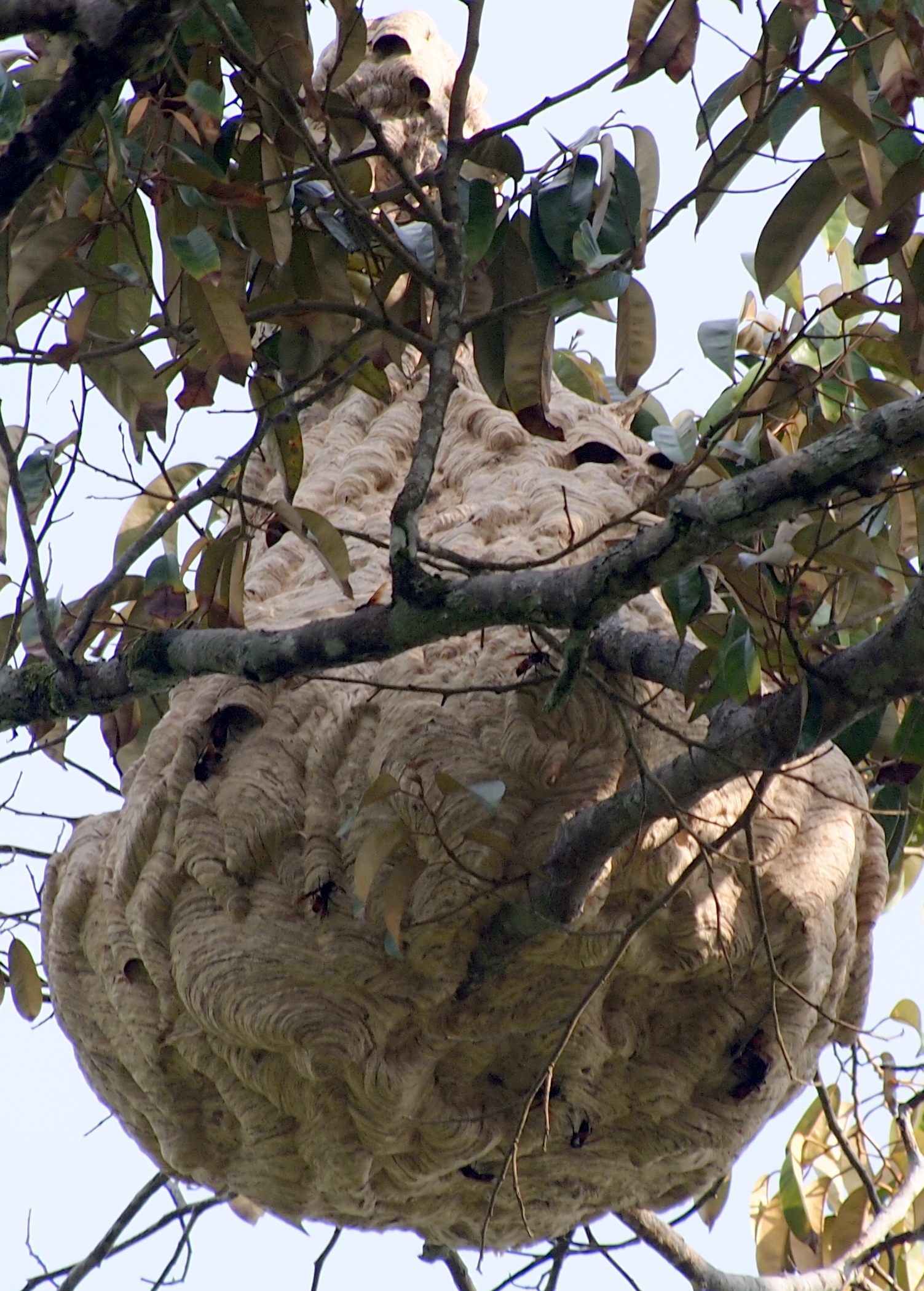